# (39703) 1996 TD13
1996 تي دي 13 (ويعرف أيضًا باسم (39703) 1996 تي دي 13 وفق تسمية الكوكب الصغير) (بالإنجليزية: 1996 TD13)‏ هو كويكب ضمن حزام الكويكبات؛ وترتيبه 39703 من حيث الاكتشاف.
اكتُشف هذا الجُرم الفلكي بواسطة Kin Endate ‏ في 14 أكتوبر 1996.

## وصلات خارجية
- (39703) 1996 TD13 في قاعدة بيانات مختبر الدفع النفاث لأجرام النظام الشمسي الصغيرة

- الاكتشاف · مخطط المدار ·  العناصر المدارية · المعلمات المادية

- (39703) 1996 TD13 على موقع ويكي سكاي: DSS2, SDSS, GALEX, IRAS, Hydrogen α, X-Ray, Astrophoto, Sky Map, Articles and images